# 昔々あるところに…ではなくて今、僕の目の前にオニっ娘がいる!
『昔々あるところに…ではなくて今、僕の目の前にオニっ娘がいる!』（むかしむかしあるところに…ではなくていま、ぼくのめのまえにオニっこがいる）は、葵蜜柑による日本の漫画作品。『コミックヘヴン』（日本文芸社）創刊号に読み切り掲載され、後に3号から7号まで短期連載。その後、単行本の発売により再連載された。単行本は全2巻。
主人公と女性の鬼と主人公の幼馴染が織り成すエロコメディ漫画。幼馴染に恐喝されこき使われているひ弱な主人公が性欲を食する鬼の女性との濃密な関係になり、またその幼馴染も交えてトラブルに発展していく一幕が物語の主軸である。
連載終了後に発売された単行本2巻の巻末にて、作者は「本作は終了となるが、もしかしたらまたどこかで登場するかもしれない」という旨を述べている）。

## あらすじ
1000年以上生き続ける鬼・槐桔梗は、約240年の眠りから目覚め、自身の好物である初心の性欲を求め始める。その一方、高校生の東条圭太は、幼馴染の椿にこき使われ、彼女が仕切る新聞部の重荷を運ばされていたところ、別次元に転移してしまい、桔梗の屋敷に飛ばされた。困惑する圭太だが、そこにいた桔梗の小間使い・朱里に屋敷に入るように誘導され、桔梗と出会う。彼女に今日は泊まって行くことを諭された圭太は、彼女の言葉に応じる。圭太は入浴していたところ、桔梗も一緒に入浴してドギマギし、就寝時にも裸で夜這いをかけられて初心な恥じらいをとり、桔梗はその性欲を食して極上の味と言わしめた。後日、圭太の高校に朱里の手引きにより桔梗が編入したことで、圭太の性的な波乱の日々が始まった。

## 登場人物
東条圭太（とうじょう けいた）
本作の主人公。高校2年生。17歳。小柄でひ弱な少年だが、桔梗との出会いにより生活が一変する。幼馴染の椿に昔から振り回され、なおかつこき使われており、彼女に反論すると威圧をかけられるため、女が苦手になっている。椿にこき使われているところ、桔梗の屋敷に転移してしまい、自信の持つ初心の性欲（性的な興奮）を彼女の好物として食事にされてドギマギする日々を送る。幼少時代、台風の日に椿に無理やり川の様子を見に連れ出されたため、それがトラウマとなりカナヅチになっている（後に桔梗の指導により克服）。一軒家に住んでいる。
槐桔梗（えんじ ききょう）
本作のヒロイン。圭太の住む地方に1000年以上住み続ける鬼。角は前髪で隠れている。一人称は「妾（わらわ）」。約240年の眠りから覚め、自身の好物である性欲（性的な興奮）を持つ圭太を自らが住む屋敷に転移させて自らの食事にして「極上の味」と言わしめて以降、圭太に寄り添う。かなりの巨乳で、なおかつナイスバディな体型をしている。紅色の花柄が入った着物を着ているが、圭太の高校に転入（手続きなどの理由は後述）してきてからはセーラー服を着用するようになる。また、出かける際には縦縞のキャミソールやミニスカートなどラフな私服も着る。
遥か昔から性欲を食して生きているが、性行為までには至らない（本人いわく「処女（きむすめ）」）。味にうるさく、圭太の親友・大沼のような性欲丸出しな男は「性欲のにおいが臭い」として論外である。また、性的興奮を与えている際に男が絶頂・射精すると冷めて味が落ちてしまうため、圭太に「射精を我慢すること」を強要している（縁日編では、圭太は彼女のパイズリ奉仕に耐え切れず射精してしまった）。自身が眠りにつく約240年前、彼女の存在の噂に尾鰭が付き、「快楽を与える鬼」として出回り、自身の住む土地には己の性欲を満たしたいだけの男しか居なくなってしまい、初心な男の美味な性欲を食せなくなった末に眠りに付いたことを圭太に語っている。なお、圭太たちが生きている現代での表向きの地元の鬼の伝承は、「平安から江戸時代に存在し、身の丈2メートルを超える大鬼であり、たまに人里に下りて来れば村人をさらい食らい、時に村の男200人を一晩で食い尽くした」という風に伝わっている。
妖術も使え、自身の意のままに相手を翻弄できる能力を持ち、椿の服を裂いたり、編入時に圭太の担任教師に催眠をかけて圭太の隣の席に指定した。
現代の風習や技術などに関しては、小間使いの朱里から教えられているとのことであり、現代の習慣にも対応できる（ただし、現代で使われているカタカナ語や俗語などの台詞は一部平仮名で表記されている）。
やがて圭太への思いが大きくなっていき、菖蒲に性欲を貪られた圭太にヤキモチとも見える態度をとり、クリスマスの夜に圭太の部屋に現れて圭太に射精を許し、自分の処女を与えるとまで言うようになる。
椿（つばき）
圭太の幼馴染。高校2年生。新聞部部長。性格は自己中心かつ暴力的で、昔から圭太を自分の都合の良いように振り回し、少しでも彼から反論されると「なんか言った?」と高圧的な態度をとり、新聞部の部員でない圭太を無理強いしてこき使っているエゴイスト（理不尽な暴力も振るう）。そのため、圭太が女が苦手になることやカナヅチ>となる諸悪の根源になっている。実は圭太に思いを寄せているが、その粗暴さが仇となって思いを伝えられていない。また、圭太と桔梗が2人きりでいる場所をカンで見つけ出したりするが、桔梗からは「自分たちより妖怪じみた能力を持っている」と揶揄されている。実は酒の匂いを嗅いだだけでも酔う酒乱であり、淫乱になってしまう。桔梗の屋敷で正月を迎えた際には圭太にわかめ酒を飲ませた。よく桔梗にセーラー服を裂かれているが、朱里により保健室に予備を大量にストックしてあるとのこと。
朱里（しゅり）
桔梗に600年仕えている小間使い）。その正体は、金魚が人間化した妖怪である。600年前、金魚のまま病死しかけたところを桔梗の御力で再生して以降、その恩義として彼女に仕える。桔梗が240年の眠りに付いている間、その時代に合った情報などを収集して桔梗が性欲を食すための人選びが出来るようにいろいろ下準備をしていた。そのため、現代の風習や技術などにも精通している（屋敷内でテレビやDVDを見たり、パソコンでインターネットも使えるようにし、携帯電話も電波が通るようになっている。また、桔梗が圭太の高校へ編入できたのはパソコンによるデータ改竄（クラッキングのようなもの）で不正登録したことによるものであったり、さらにチケットの購入やミサイルの発射もできるらしい）。
圭太とは桔梗の屋敷で出会って以来、彼に一目惚れをして思いを寄せる。なお、桔梗とは違い性欲を食すことはないが（本人談）、圭太に近づくだけで性的に感じる描写がある（後述）。普段は桔梗の屋敷で家事を行っている（圭太との逢引（性欲の食事）に絶好の場所を教えたりもしている）一方、秋葉原のメイド喫茶で働いている。後に圭太と桔梗を喫茶店を貸切にして呼び寄せて圭太に思いを告げ、性感を得て圭太の手で手マンならぬ腕マンをし、さらに桔梗も加えて3Pもどきまでに発展した。
後に「みんなが楽しそうだったから」という理由で圭太の高校に保健室の教員として赴任し、そこでも相変わらず桔梗の性欲の食事の手伝いをしている。
大沼（おおぬま）
圭太の親友でクラスメイト。眼鏡をかけた明朗な少年。写真部部長でカメラの扱いに長けているが、写真部に入部したのは「女体を沢山撮りたいから」というのが理由であり、女子しか撮らないスケベな性格である。その性格が災いして停学になったり、編入直後の桔梗にスリーサイズを質問した際に「お主（の性欲）は臭い」と言われ、その日ショックを受ける。桔梗いわく、キャラが「扱い難い」理由で4話目以降から出番がなくなったと思われたが、その後も僅かながらもしばしば登場している。
檜扇菖蒲（ひおうぎ あやめ）
突然、圭太の高校にやってきた2年A組の転校生だが、その正体は桔梗と同じく1000年以上生き続ける鬼。幼女のような体型が特徴。300年ぶりに目を覚まし、桔梗に獲物を奪われたと勝手に思い込んで逆恨みし、復讐のために圭太の高校に赴いた。手始めに自身の素性を察知した朱里を襲撃し、圭太の性欲を貪るも、途中で察知した桔梗に制裁される。その後も懲りずに圭太の性欲を貪っている。

## 書籍
- 葵蜜柑『昔々あるところに…ではなくて今、僕の目の前にオニっ娘がいる！』日本文芸社〈CH コミックス〉、全2巻
  1. 2013年11月1日初版発行（2013年10月19日発売）、ISBN 978-4-537-13087-4
  2. 2014年12月20日初版発行（2014年12月8日発売）、ISBN 978-4-537-13238-0